# Ljudet från kristallfågeln
Ljudet från kristallfågeln (italienska: L'uccello dalle piume di cristallo) är en italiensk skräckfilm från 1970 i regi av Dario Argento med Tony Musante i huvudrollen. Filmen är löst baserad på Fredric Browns roman Det tysta skriket från 1949.
Ljudet från kristallfågeln var Argentos regidebut och är den första delen i hans "djurtrilogi", den följdes av Fyra flugor på grå sammet och De nio heta spåren.

## Handling
Den amerikanske författaren Sam Dalmas råkar under en Italienresa bli vittne till ett mordförsök på en kvinna i ett konstgalleri. Han lyckas skrämma bort gärningsmannen men blir sedan som enda vittne själv misstänkt när fler mord inträffar i hans närhet.

## Medverkande
| Tony Musante         | – Sam Dalmas           |
| Suzy Kendall         | – Julia                |
| Enrico Maria Salerno | – kommissarie Morosini |
| Eva Renzi            | – Monica Ranieri       |
| Umberto Raho         | – Alberto Ranieri      |
| Renato Romano        | – Carlo Dover          |
| Giuseppe Castellano  | – Monti                |
| Mario Adorf          | – Berto Consalvi       |
| Werner Peters        | – antikhandlare        |